# Giáo hoàng đối lập Novatian
Novatian (khoảng 200-258) là một học giả và là một ngụy giáo hoàng trong khoảng giữa năm 251 và 258..
Ông được biết đến là một nhà thần học và là một soạn giả, một trong những nhà thần học La mã đầu tiên sử dụng tiếng Latinh. Trong thời gian này đã xảy ra nhiều cuộc tranh luận về việc tái gia nhập Giáo hội của các tín hữu đã chối đạo và về phép giải tội.
Novatian là một Giám mục. Chính ông, khi giáo hoàng Fabian qua đời, trong thời gian gần một năm tạm nắm quyền Giáo hoàng đã tỏ ra can đảm và hết lòng với giáo đoàn Rôma.
Nhưng cuộc bầu cử năm 251 trao quyền Giáo hoàng cho Cornelius thì Novatian không từ chức, mà còn để cho những thuộc phe chống đối tôn phong mình. Ông đã được tôn phong như một Giám mục bởi ba Giám mục khác vào năm 251.
Chủ trương của ông cứng rắn và khắt khe so với chủ trương tha thứ của Giáo hoàng Cornelius. Novatian chủ trương rằng, không những người bội giáo, mà ngay cả những người phạm tội sát nhân, tội ngoại tình, tội gian dâm hay người tái hôn thì Giáo hội cũng không có quyền tha tội. Ông muốn xây dựng trên mặt đất này "một Hội thánh vẹn toàn, không tỳ ố, không nếp nhăn".
Được một số Giám mục làm hậu thuẫn, Novatian đã kết nạp thêm nhiều thành viên và lập phe ly khai. Novatian sau đó đã bị rút phép thông công (vạ tuyệt thông). Tuy nhiên những tư tưởng và sự ly khai mà ông là người bắt đầu vẫn tiếp tục sau đó nhiều thế kỷ. Một chi nhánh của bè Novatianism được đặt tại Constantinopoli tồn tại mãi cho đến thế kỷ V.
Novatian đã bỏ trốn trong suốt thời gian của cuộc bách hại, và có thể đã trở thành một người tử vì đạo.